# The Killer Inside Me
The Killer Inside Me (no Brasil: O Assassino em Mim) é um romance de 1952 pelo escritor americano Jim Thompson publicado pela Fawcett Publications.
Na introdução da antologia Crime Novels: American Noir of the 1950s, o livro é descrito como "um dos romances policiais mais intensos e intransigentes já escritos".

## Enredo
Lou Ford parece ser um xerife-adjunto comum em uma pequena cidade do Texas; por trás dessa fachada, no entanto, ele é um sociopata astuto e depravado com gostos sexuais sádicos. Sua principal válvula de escape para seus impulsos obscuros é o hábito relativamente benigno de provocar deliberadamente as pessoas com clichês e banalidades, apesar do óbvio tédio delas: "Se existe algo pior do que um chato", diz Lou, "é um chato cafona".
Apesar de ter uma namorada fixa, a professora Amy Stanton, Ford se envolve em um relacionamento apaixonado e sadomasoquista com uma prostituta chamada Joyce Lakeland. Ele descreve o caso como a libertação da "doença" que o atormenta desde a adolescência, quando foi abusado sexualmente por uma babá e abusou sexualmente de uma menina, um crime pelo qual seu irmão adotivo mais velho, Mike, assumiu a culpa para poupar Lou da prisão. Após cumprir pena de prisão, Mike morreu em um canteiro de obras. Lou culpou um magnata da construção local, Chester Conway, por sua morte, suspeitando que ele foi assassinado por se recusar a ajudar ainda mais os esquemas de Conway.
Para se vingar, Lou e Joyce chantageiam Conway para evitar expor o caso de Joyce com seu filho, Elmer. No entanto, Lou trai Joyce: ele a espanca ferozmente e atira em Elmer, esperando fazer os crimes parecerem uma briga de amantes que deu errado. Elmer é morto instantaneamente e o xerife Bob Maples, mentor de Lou, relata que Joyce morreu após um curto coma. Embora Lou acredite que ele escapou do crime, o promotor do condado Howard Hendricks começa a suspeitar de sua versão dos eventos, bem como de seu álibi, e uma terceira pessoa é suspeita de estar envolvida.
A suspeita logo recai sobre Johnnie Pappas, um jovem criminoso com quem Lou fez amizade e a quem ele deu parte do dinheiro de Conway, que é revelado como marcado. Lou é autorizado a entrar na cela do angustiado Johnnie sozinho para argumentar com ele, apenas para assassiná-lo e encenar a cena como um suicídio. Embora muitos aceitem que o caso está encerrado, mais pessoas começam a suspeitar que Lou esteja envolvido, incluindo Jeff Plummer, outro delegado, e Amy, que insiste em casamento mesmo depois de um encontro sadomasoquista com Lou começar a convencê-la de que ele esconde um lado sombrio.
Um andarilho que Lou feriu anteriormente tenta chantageá-lo, revelando que ele escutou uma conversa suspeita da qual Lou estava envolvido. Lou, vendo uma maneira de amarrar várias pontas soltas, concorda em pagar seu chantagista; ele também concorda em fugir com Amy, a quem ele está planejando matar. Na noite em que o andarilho retorna, Lou espanca Amy até a morte, com a intenção de incriminar o chantagista por seu assassinato. Plummer mata o andarilho depois que Lou o persegue pela cidade, e Lou é sedado e colocado em um hospital.
Lou é visitado por Plummer e Hendricks no hospital, e sente que ambos suspeitam dele nos assassinatos. Plummer também revela que Maples se matou, convencido da culpa de Lou. Eles mostram a ele uma carta que Amy havia escrito e pretendia dar a ele durante a fuga, uma que sutilmente o incita a confessar. Lou nega que a carta seja incriminadora, mas Plummer e Hendricks o forçam a entrar em uma cela de prisão, onde tentam, sem sucesso, provocar uma confissão com áudio da voz de Johnnie e fotos de Amy.
Eventualmente, o advogado de Lou chega e garante sua libertação, embora admita que não pode ajudar Lou a deixar a cidade. Lou rumina sobre seu passado, concluindo que seu ódio e violência, especialmente contra mulheres, derivaram de um incidente de infância envolvendo sua antiga governanta molestando-o para se vingar de seu pai, com quem ela estava infelizmente envolvida; Lou percebe que suas vítimas femininas eram substitutas para ela. Aceitando seu destino, ele cobre sua casa com álcool e velas, com a intenção de se matar ateando fogo no prédio. Eventualmente, Plummer e Hendricks chegam com uma equipe de policiais, assim como Joyce, que é revelada viva, embora gravemente ferida. Joyce assegura a Lou que ela não o entregou, e ele afirma sua afeição por ela antes de esfaqueá-la até a morte. A polícia atira em Lou, matando-o, mas destruindo a casa no processo.

## Adaptações cinematográficas
Em 1976, o romance foi adaptado para um filme de mesmo título, dirigido por Burt Kennedy e estrelado por Stacy Keach como Lou Ford e Tisha Sterling como Amy Stanton. Uma versão de 2010 escrita por John Curran, dirigida por Michael Winterbottom e estrelada por Casey Affleck e Jessica Alba estreou no Festival de Cinema de Sundance em janeiro de 2010 e foi lançada nos cinemas no final daquele ano.

## Menções em outras obras de Thompson
Lou Ford aparece mais tarde no romance Wild Town (1957) de Thompson. O personagem Lou Ford em Wild Town é uma imagem espelhada daquele em The Killer Inside Me. Em Wild Town, Lou Ford também é xerife, ele também faz papel de bobo e é mais inteligente e capaz do que qualquer outra pessoa na pequena cidade, embora ele mantenha isso bem escondido. Ele também prefere, e geralmente é capaz, de manipular eventos em vez de intervir diretamente. No entanto, enquanto Lou Ford manipula eventos para promover sua própria ganância e luxúria em The Killer Inside Me, em Wild Town ele manipula eventos para trazer justiça, ajudar pessoas e até mesmo para bancar o casamenteiro.

## Criticismo
C. Namwali Serpell delineou uma leitura fenomenológica e pós-crítica de The Killer Inside Me que expõe as limitações de interpretações puramente ideológicas do romance.

## Na cultura popular
- O romance é referenciado na canção "Sri Lanka Sex Hotel" de Dead Milkmen, em seu LP de 1988, Beelzebubba.[7]
- A música "The Killer Inside Me", do artista de hip-hop experimental MC 900 Ft. Jesus, é baseada no romance.[8]
- O cineasta Stanley Kubrick, que trabalhou com Thompson no roteiro do filme The Killing, de 1956, elogiou o romance, afirmando que era "provavelmente a história em primeira pessoa mais arrepiante e crível de uma mente criminosamente distorcida que já encontrei".[4]
- A banda de rock pós-punk/country alternativo Green on Red intitulou seu álbum de 1987, The Killer Inside Me, em homenagem ao livro.[9]
- Bruce Springsteen afirmou que a ideia para sua música de 1995 "My Best Was Never Good Enough" (do álbum The Ghost of Tom Joad) veio deste livro, especificamente da propensão de Ford de falar em clichês.[10]
- Em 2013, a banda norueguesa The Launderettes lançou seu álbum Getaway, que foi inspirado no romance. A banda usa o álbum como um "meio para terminar a história de forma diferente".[11]
- No filme Normal Life, de 1996, o protagonista Chris Anderson, um ex-policial que virou criminoso, recomenda o romance a um policial e lhe dá um exemplar de presente.[12]